# دستگاه بافندگی

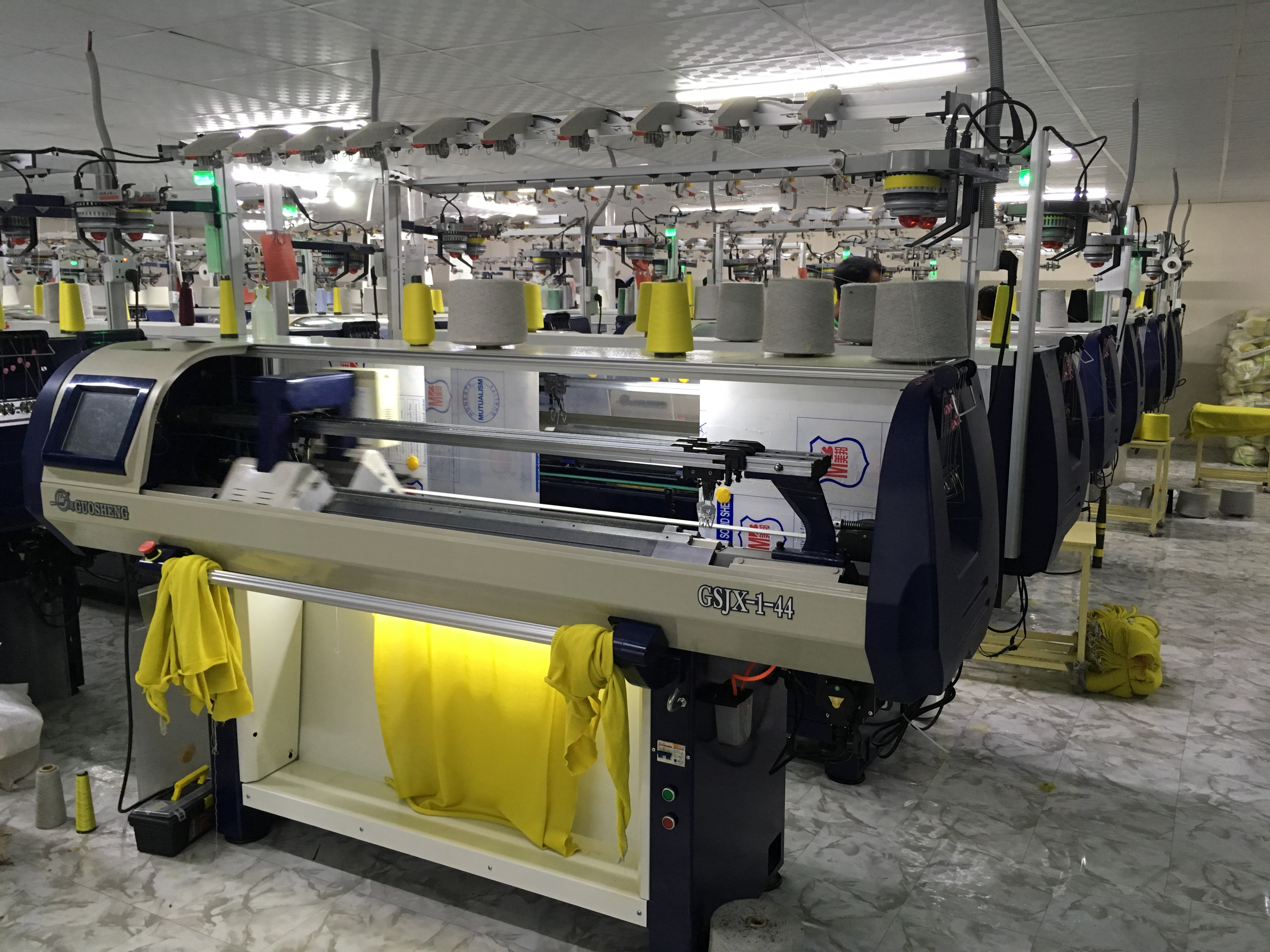
یک دستگاه بافندگی درحال کار

دستگاه بافندگی یا ماشین بافندگی دستگاهی است که برای ساخت پارچه‌های بافتی از نخ، به روشی نیمه‌خودکار یا کاملاً خودکار به‌کار برده می‌شود.
گونه‌های مختلفی از ماشین‌آلات بافندگی وجود دارد، از الگوهای حوله‌ای ساده یا تخته‌ای که قطعات در حال حرکت ندارند تا سازوکارهای بسیار پیچیده که توسط سامانه‌های الکترونیکی کنترل می‌شوند. همه، گرچه انواع پارچه‌های بافتنی را، معمولاً به‌صورت صاف یا لوله‌ای، و درجات مختلف پیچیدگی تولید می‌کنند. گره‌های الگو را می‌توان با دستکاری میل‌ها یا با فشار دکمه‌ها و شماره‌گیرها، کارت پانچ‌های مکانیکی یا دستگاه‌های خواندن الگوی الکترونیکی و رایانه‌ها انتخاب کرد.

## فرایند

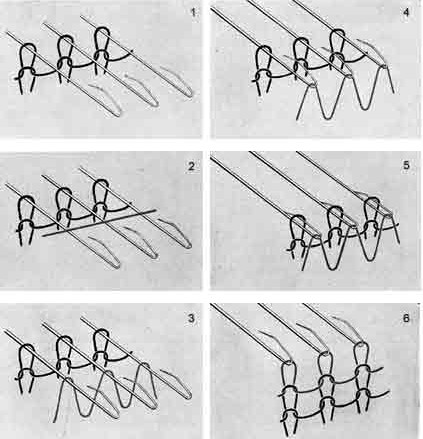
شش مرحله در چرخه دستگاه بافندگی

چهارچوب‌های جوراب ساق بلند صاف اولیه سوزن‌های ریشی از فولاد کم‌کربن داشتند که در آن نوک‌ها رفلکس یافته بودند و می‌توانستند روی یک حلقه بسته شده حلقه فرو بروند. سوزن‌ها روی یک نوار سوزنی ( تخت) که به طرف جلو و عقب حرکت می‌کرد، و از طرف اپراتور پشتیبانی می‌شدند. ریش‌ها به طور همزمان توسط یک نوار فشاردهنده فشار داده می‌شد.
این فرایند اساسی هنوز هم می تواند در همه دستگاه‌ها  شناخته شود، اما با دسترسی به فن‌آوری‌های جدید اصلاح شده است.

## منابع

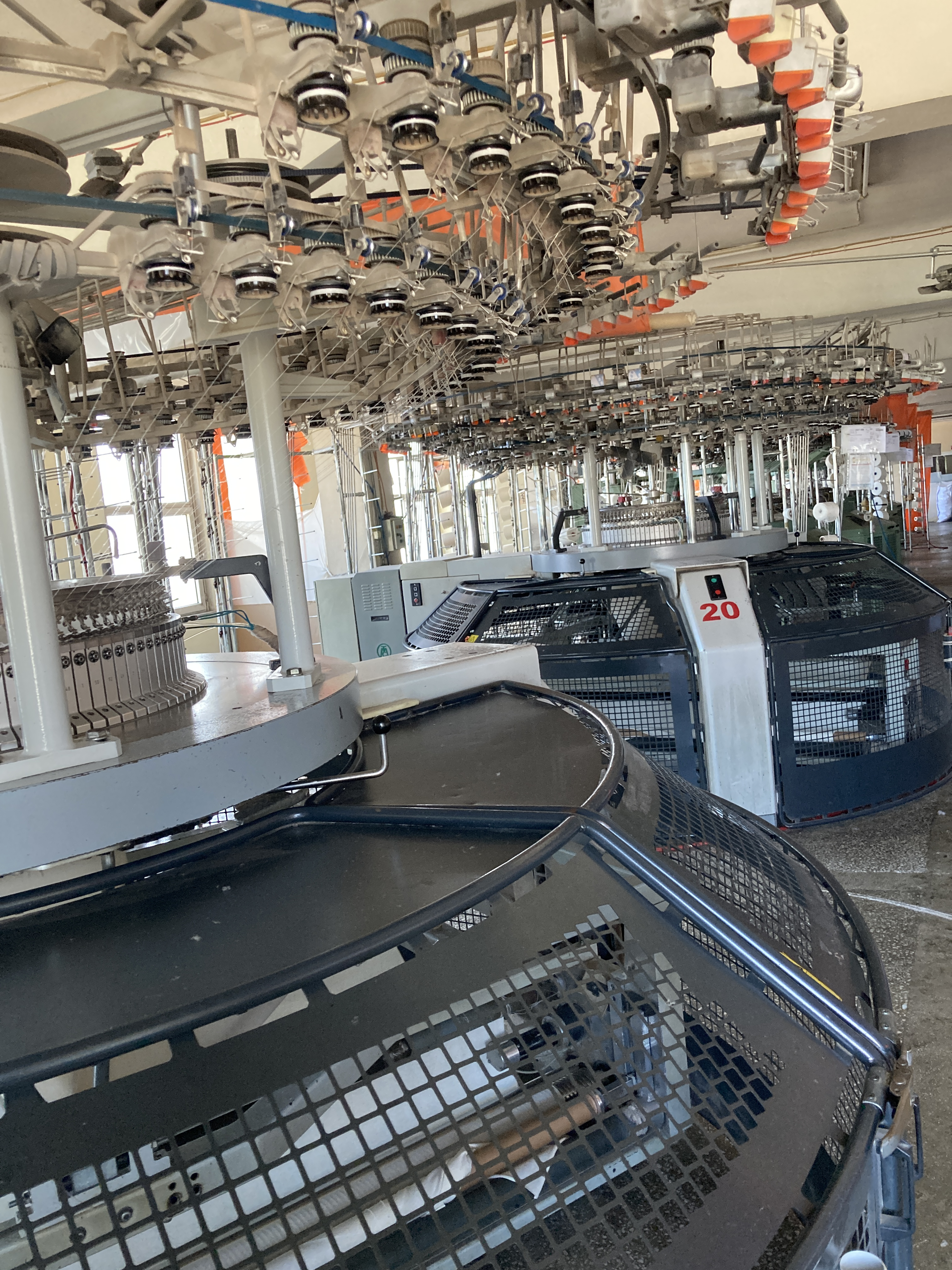
دستگاه بافندگی دوار صنعتی